# Teachey
Teachey és una població dels Estats Units a l'estat de Carolina del Nord. Segons el cens del 2000 tenia 245 habitants.

## Demografia
Segons el cens del 2000, Teachey tenia 245 habitants, 92 habitatges i 66 famílies. La densitat de població era de 115,4 habitants per km².
Dels 92 habitatges en un 30,4% hi vivien nens de menys de 18 anys, en un 54,3% hi vivien parelles casades, en un 13% dones solteres, i en un 27,2% no eren unitats familiars. En el 26,1% dels habitatges hi vivien persones soles el 16,3% de les quals corresponia a persones de 65 anys o més que vivien soles. El nombre mitjà de persones vivint en cada habitatge era de 2,66 i el nombre mitjà de persones que vivien en cada família era de 3,16.
Per edats la població es repartia de la següent manera: un 22% tenia menys de 18 anys, un 11,4% entre 18 i 24, un 26,5% entre 25 i 44, un 22,4% de 45 a 60 i un 17,6% 65 anys o més.
L'edat mediana era de 40 anys. Per cada 100 dones de 18 o més anys hi havia 81,9 homes.
La renda mediana per habitatge era de 40.833 $ i la renda mediana per família de 51.591 $. Els homes tenien una renda mediana de 38.750 $ mentre que les dones 19.028 $. La renda per capita de la població era de 19.725 $. Entorn del 4% de les famílies i el 5,6% de la població estaven per davall del llindar de pobresa.

## Poblacions més properes
El següent diagrama mostra les poblacions més properes.